# Topographisches Bureau (Bayern)
Das Topographische Bureau in München wurde am 19. Juni 1801 vom bayerischen Kurfürsten Maximilian IV. Joseph (dem späteren König Maximilian I.) gegründet, um eine „vollständige, astronomisch und topographisch richtige“ Karte von Bayern zu erstellen. Es widmete sich der Landesvermessung und der Triangulation eines weiträumigen trigonometrischen Vermessungsnetzes, die bis 1828 dauerte.
Das Topographische Bureau und die 1808 aus ihm ausgegliederte Königliche Unmittelbare Steuervermessungskommission waren die Vorläufer des heutigen Landesamtes für Digitalisierung, Breitband und Vermessung Bayern.

## Vorgeschichte
Johannes Aventinus veröffentlichte 1523 die erste Karte von Bayern. Unter Herzog Albrecht V. wurde Bayern von Philipp Apian kartografisch erfasst, aber die Karte war ein Unikat und wurde nicht vervielfältigt. Nur die in kleinerem Maßstab angefertigten Bairischen Landtafeln von 1568 wurden verlegt. Sie waren mehr als 200 Jahre lang die Grundlage der kartographischen Darstellung Bayerns. Georg Philipp Finckh fertigte auf ihrer Grundlage eine Karte Altbayerns, die sein Sohn 1684 veröffentlichte.
1666 äußerte der französische König Ludwig XIV. den Wunsch nach genaueren Karten seines Reiches. Darauf begann Jean Picard mit trigonometrischen Vermessungen auf der Grundlage astronomischer Positionsbestimmungen, die unter dem Leiter des Pariser Observatoriums Giovanni Domenico Cassini fortgesetzt und unter Ludwig XV. von seinem Sohn Jacques Cassini und seinem Enkel César François Cassini de Thury abgeschlossen wurden. Als Ergebnis konnte dieser 1744 und 1747 Karten veröffentlichen, die ganz Frankreich in korrekter Lage darstellten und die Grundlage für die dann begonnene Veröffentlichung der Carte de Cassini bildeten.
Kurfürst Maximilian III. Joseph beauftragte 1752 Castulus Riedl mit einer Landesvermessung nach französischem Vorbild, die aber aus finanziellen Gründen unterblieb.
1759 gründete der Kurfürst die Bayerische Akademie der Wissenschaften, deren Initiatoren u. a. Lori und von Linprun waren. Die Philosophische Classe der Akademie sollte „zur Landmessung brauchbare Vorschläge“ machen.
Cassini de Thury verband 1761 und 1762 das französische Vermessungsnetz von Straßburg aus durch eine lange Triangulationskette mit dem Wiener Meridianbogen, der unter Kaiserin Maria Theresia von Joseph Liesganig vermessen wurde. Auf den beiden Reisen wurde Cassini de Thury auch von Kurfürst Maximilian III. Joseph empfangen. Er nahm eine Basislinie am Nymphenburg-Biedersteiner Kanal auf, vermaß in Begleitung von Lori ein Dreiecksnetz in der Region München und maß im folgenden Jahr eine Basislinie München–Dachau.
Adrian von Riedl wurde 1772 zum Wasser-, Brücken- und Straßenbau-Kommissar ernannt. Für die beabsichtigte Neukartierung des kurpfalz-bayerischen Landes erhielt er 1785 ein kurfürstliches und sogar ein kaiserliches Druckprivileg. Für die Durchführung fehlte ihm jedoch die Unterstützung, er konnte anfangs nur einige Blätter seines Reise Atlas von Bajern ... erstellen.
1789 begann die Französische Revolution. Nach Ausbruch des Ersten Koalitionskriegs ließ Kaiser Franz II. ab 1793 die Schmittsche Karte von Südwestdeutschland anfertigen, deren Bayern und Salzburg betreffende Teile unter von Riedl erstellt wurden. Als Militär-Karte wurde sie jedoch geheim gehalten.
Im Zweiten Koalitionskrieg besetzte die französische Armée du Rhin unter General Moreau am 28. Juni 1800 München. Da man keine genauen Landkarten vorfand, wurde eine Commission de Route eingerichtet, der zwanzig bayerische Geometer und Zeichner zuarbeiten mussten, um zumindest für München brauchbare Karten zu erstellen. Nach der Schlacht bei Hohenlinden und dem Frieden von Lunéville wurde der Abzug der französischen Truppen vorbereitet. Diese boten an, Oberst Charles Rigobert Marie Bonne (1771–1839) mit einer Reihe von französischen Geographen in München zu lassen, um die begonnenen Arbeiten an der Carte de Bavière durchzuführen. Dieses Angebot konnte nicht abgelehnt werden. Man einigte sich schließlich auf ein kurfürstliches Amt, das die Anleitungen von Bonne befolgen würde. Währenddessen hatte Bonne zusammen mit Riedl begonnen, das Erdinger Moos auf seine Eignung für eine Basislinie zu untersuchen.

## Topographisches Bureau
Am 19. Juni 1801 erließ der Kurfürst, der inzwischen mit seinem Minister von Montgelas aus Bayreuth zurückgekehrt war, ein Reskript, mit dem das Topographische Bureau gegründet und damit der Grundstein für die bayerische Landesvermessung gelegt wurde. Einzelheiten wurden in der Verordnung vom 25. Juni 1801 festgelegt.

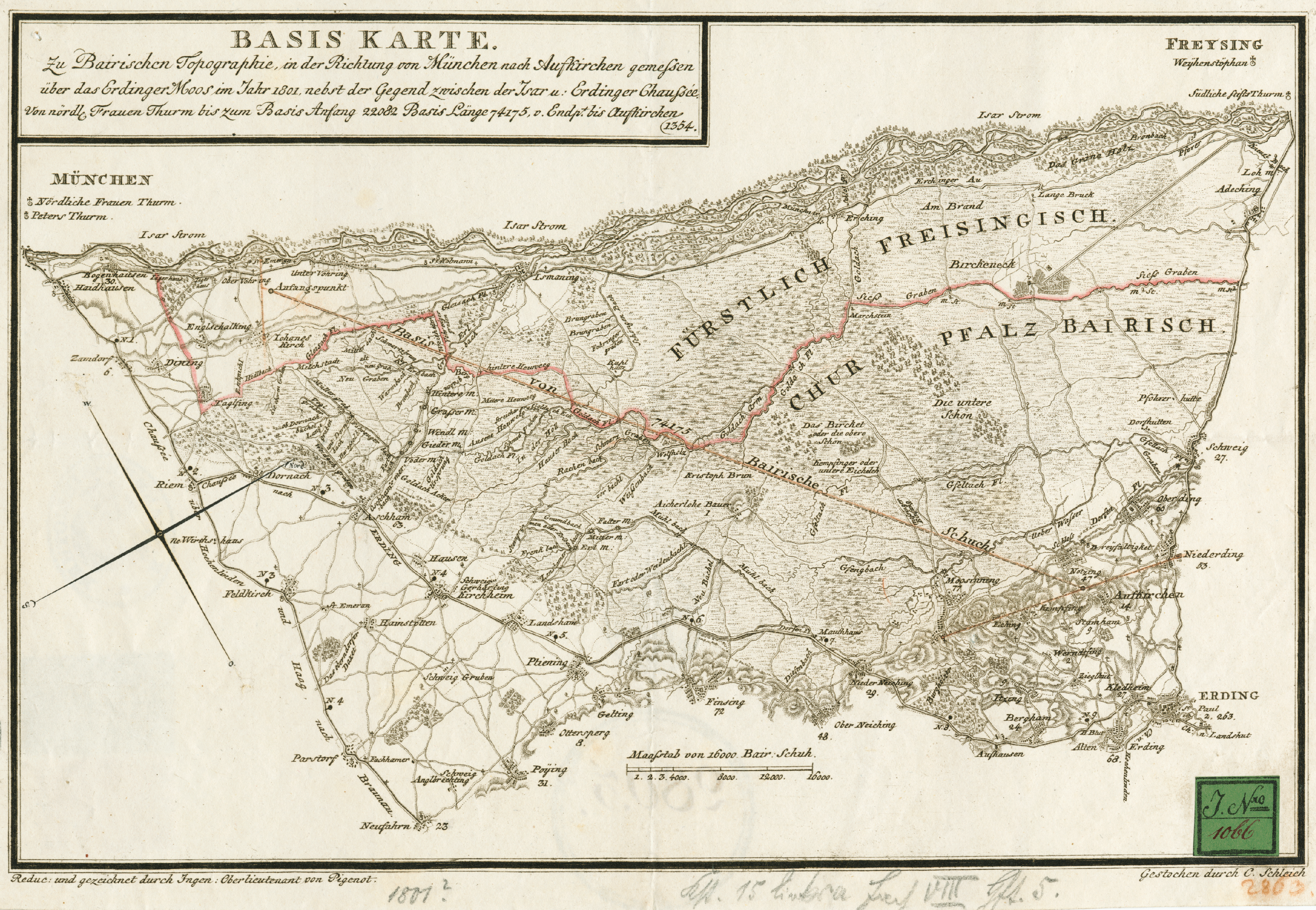
Karte von 1801 mit der Basislinie Unterföhring–Aufkirchen

Die erste Tätigkeit des Topographischen Bureaus war die Messung der Basislinie Unterföhring–Aufkirchen durch Oberst Bonne und seine französischen Geographen, die durch Oberst von Riedl pflichtgemäß unterstützt wurden. Die exakte Ausmessung der Länge dieser knapp 22 km langen Basislinie, die vom 25. August bis zum 2. November 1801 dauerte, war die Voraussetzung für die folgende Triangulation. Bei dieser Vermessung von Dreiecken mit üblichen Seitenlängen von 30 bis 60 km werden nur die Winkel gemessen, während die Längen mathematisch aus der Länge der Basislinie errechnet werden. Jede Ungenauigkeit bei der Messung der Basislinie wurde daher zu einer Ungenauigkeit des gesamten Vermessungsnetzes.
Diese Triangulation begann Oberst Bonne unmittelbar im Anschluss an die Arbeiten an der Basislinie. Bereits 1807 hatte er ein Dreiecksnetz der Punkte erster und zweiter Ordnung in Ober- und Niederbayern und der Oberpfalz erstellt. Dabei wurden zwei Bordakreise verwendet, die das französische Dépôt de la Guerre zur Verfügung gestellt hatte.
Ulrich Schiegg machte für die Vermessung wichtige astronomische Ortsbestimmungen. Der Benediktiner hatte nach der Auflösung des Klosters Ottobeuren 1802 im Zuge der Säkularisation die erste Sternwarte Münchens auf dem Turm der Akademie der Wissenschaften in der Alten Akademie an der Neuhauser Straße installiert. Wegen Differenzen mit den Franzosen wurde er 1805 zum Leiter der Vermessung in Franken ernannt, das im gleichen Jahr teilweise in das Königreich Bayern eingegliedert wurde.
Georg Friedrich von Reichenbach hatte 1802 eine wesentlich verbesserte Kreisteilungsmaschine zur Herstellung präziser Messinstrumente entwickelt. Darauf gründeten er, Joseph von Utzschneider und Joseph Liebherr das Mathematisch-Feinmechanische Institut, das bald die Spitzenposition vor den bis dahin führenden Instrumentenmachern in England einnahm. Ihr Repetitionstheodolit war nur etwa ein Drittel so groß und schwer wie der von Jesse Ramsden in London. Als die Lieferungen von hochwertigem Glas aus England infolge der von Napoleon 1806 verhängten Kontinentalsperre ausblieben, für das England damals praktisch ein Monopol hatte, richtete Utzschneider in Benediktbeuern eine Glashütte ein. Dem jungen Fraunhofer gelang es, dort das Kron- und Flintglas herzustellen, das für die Theodolite gebraucht wurde, und überdies die Linsen deutlich zu verbessern.

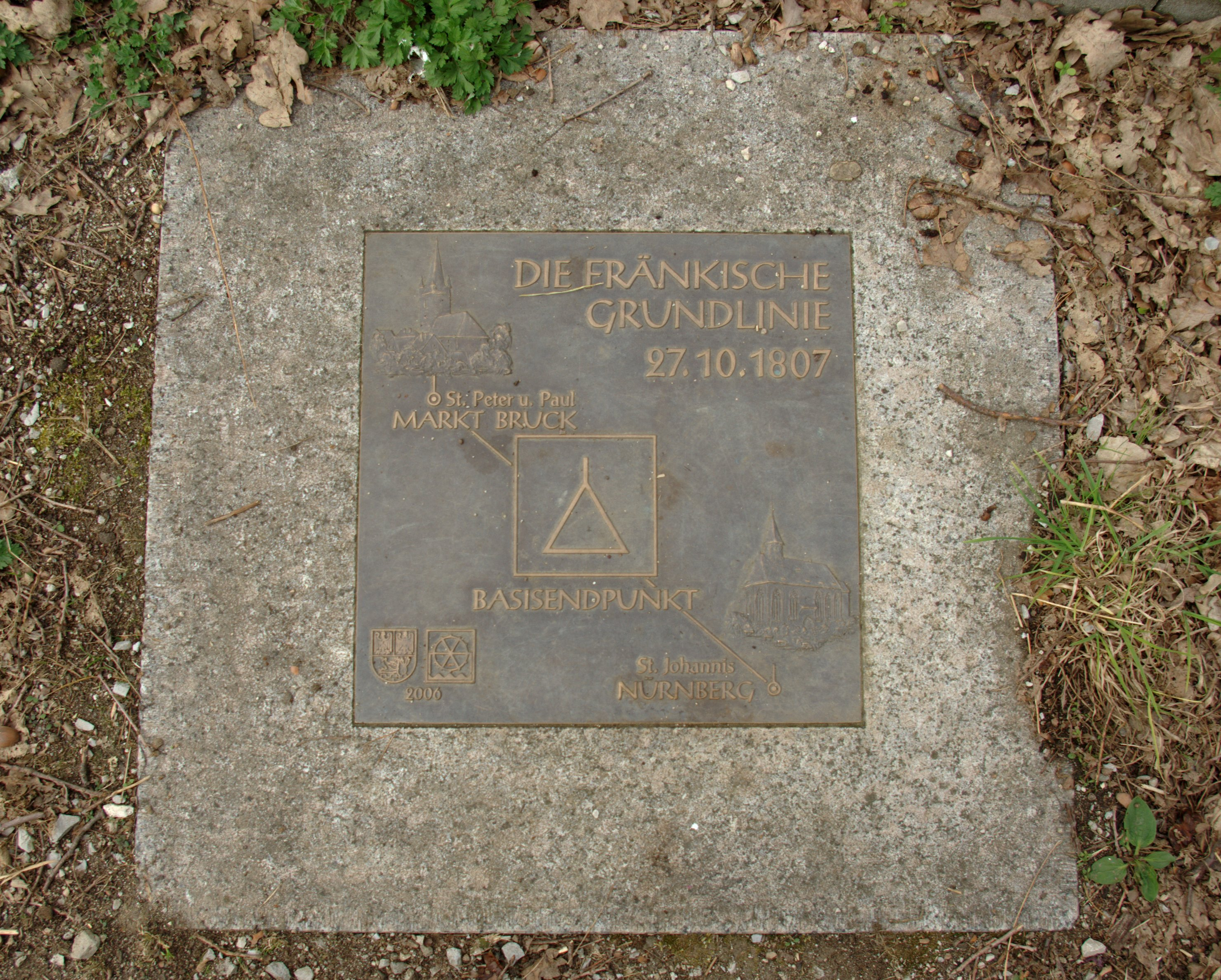
Gedenkplatte auf dem Basisendpunkt der fränkischen Grundlinie in Bruck, heute Stadtteil von Erlangen.

Der altbayerischen Basislinie folgte 1807 eine fränkische von Nürnberg nach Bruck, die Schiegg mit einem Basisapparat aus eisernen Stangen vermaß, die in den Reichenbachschen Werkstätten hergestellt wurden. Deren Länge wurde mit einem in Paris angefertigten und mit dem Urmeter verglichenen Meterstab in einer Serie von Messungen abgeglichen. Nachdem die Messstrecke vorbereitet worden war, dauerten die eigentlichen Messungen vom 21. September bis zum 29. Oktober 1807.
Nachdem auf Anregung Utzschneiders 1808 die Königliche unmittelbare Steuer-Cataster-Commission gegründet worden war, ging die Leitung der weiteren Arbeiten auf diese Commission über.
Johann Georg von Soldner vermaß 1808 das Netz noch einmal mit Reichenbachschen Theodoliten. Außerdem entwickelte er 1810 mit der sogenannten Soldner-Kugel eine vereinfachte Methode für die Berechnung und Abbildung der Netze. Die Methode wurde anschließend als Soldner-Koordinatensystem in weiten Teilen Deutschlands angewendet.
Ab 1812 wurde der Topographische Atlas des Königreiches Bayern erstellt, der 1867 herausgegeben wurde.
1819 wurde die rhein-bayerische Basislinie von Speyer nach Oggersheim durch Thaddäus Lämmle gemessen.
1828 war die Triangulierung der Pfalz und damit die Herstellung des Netzes erster Ordnung in Bayern im Wesentlichen abgeschlossen. 1831 wurde die Karte der Hauptdreiecksnetzpunkte in Bayern veröffentlicht. Die Hauptdreiecksnetzpunkte waren meist Schloss- oder Kirchtürme, aber auch hölzerne, über 30 m hohe Gerüste, die häufig ein inneres Tragwerk für die Instrumente und ein davon isoliertes äußeres Gerüst für die Beobachter hatten.